# Xenosporium larvale
Xenosporium larvale är en svampart som först beskrevs av Andrew Price Morgan, och fick sitt nu gällande namn av Piroz. 1966. Xenosporium larvale ingår i släktet Xenosporium och familjen Tubeufiaceae.   Inga underarter finns listade i Catalogue of Life.